# Сагамо
Сагамо (груз. საღამოს ტბა) — озеро в  Грузії, в  Ніноцміндському муніципалітеті. Розташоване на  Джавахетському нагір'ї, в басейні річки Паравані, на висоті тисяча дев'ятсот дев'яносто шість м  над рівнем моря.
Площа озера становить 4,8 км, середня глибина — 1,6 м, максимальна досягає 2,3 м. Має тектонічне походження. Живлення озера підземне, снігове і дощове. Максимальний рівень води в  травні, мінімальний — в  вересні. Через озеро протікає річка Паравані.
Південні і південно-західні береги складені андезитами. Озеро має форму трапеції. Поверхнева температура води в  липні досягає 14,4ºC. Взимку озеро замерзає на 4,5 місяці. На березі озера знаходиться село  Сагах.